# Francis Dickoh
Francis Dickoh (Copenaghen, 13 dicembre 1982) è un ex calciatore ghanese, di ruolo difensore.

## Carriera

### Club

#### Gli inizi in Danimarca
Dickoh ha cominciato la carriera con la maglia del B 93, in 1. Division. Successivamente ha militato nelle file del Farum, con cui ha conquistato la promozione in Superligaen al termine del campionato 2001-2002. Ha contribuito al 3º posto finale nell'annata successiva ed alla conseguente qualificazione alla Coppa UEFA 2003-2004.
Dal 2003, la squadra ha adottato Nordsjælland come denominazione. Il 24 settembre dello stesso anno, Dickoh ha giocato la prima partita nelle competizioni europee per club venendo schierato titolare nella sconfitta per 2-1 maturata sul campo del Paniōnios, in una sfida valida per l'andata del primo turno dell'edizione stagionale della Coppa UEFA.
Dickoh è rimasto in forza al Nordsjælland fino al 2006, totalizzando complessivamente 107 presenze e 6 reti nella massima divisione danese in questa fase della carriera.

#### Utrecht
Ad agosto 2006, Dickoh è passato agli olandesi dell'Utrecht. Ha debuttato in Eredivisie il 26 agosto, schierato titolare nel pareggio interno per 2-2 contro lo Sparta Rotterdam. Il 18 marzo 2007 è arrivata la prima rete nella massima divisione locale, nella vittoria per 2-0 sul Vitesse.
In virtù del piazzamento dell'anno precedente, l'Utrecht ha partecipato alla Coppa Intertoto 2007, ma la compagine olandese è stata eliminata dall'Hammarby e non si è quindi qualificata alla Coppa UEFA 2007-2008. Dickoh è rimasto all'Utrecht fino all'estate 2010, totalizzando 94 presenze nel campionato olandese e mettendo a referto 5 marcature.

#### Hibernian
Il 31 agosto 2010, Dickoh ha firmato un contratto annuale con gli scozzesi dell'Hibernian. L'esordio nella Scottish Premier League è arrivato l'11 settembre, con il giocatore che è stato titolare nel pareggio per 1-1 contro l'Inverness. Il 10 novembre ha segnato la prima rete nella massima divisione scozzese, con cui ha contribuito alla vittoria per 0-3 sul campo dei Rangers. È rimasto in squadra per una stagione, in cui ha totalizzato 31 presenze e 2 reti tra campionato e coppe.

#### Arīs Salonicco
Ad agosto 2011, Dickoh si è trasferito in Grecia per militare nelle file dell'Arīs Salonicco. Ha debuttato in squadra il 27 agosto, schierato titolare nel pareggio a reti inviolate maturato sul campo del PAS Giannina. Il 4 dicembre ha segnato la prima rete nella massima divisione ellenica, contribuendo alla vittoria per 3-1 sul Panathīnaïkos. Dickoh ha totalizzato 17 presenze e una rete tra campionato e coppa, nel corso della stagione, mentre l'Arīs Salonicco ha chiuso l'annata al 9º posto finale (a causa di 3 punti di penalizzazione).

#### Cercle Bruges
A gennaio 2013, Dickoh è stato ingaggiato dai belgi del Cercle Bruges. Ha esordito con questa casacca il 16 gennaio, schierato titolare nella vittoria per 1-2 sul campo dell'Ostenda in una sfida valida per la Coppa del Belgio 2012-2013. Il 2 febbraio ha giocato la prima partita nella Pro League, schierato titolare nella sconfitta interna per 1-2 contro lo Zulte Waregem. La sua squadra ha raggiunto la finale di coppa, in cui è stata sconfitta dal Genk. In campionato, il Cercle Bruges ha raggiunto la salvezza mediante gli spareggi contro il Beerschot, con Dickoh che ha poi lasciato il club nell'estate 2013.

#### Midtjylland
Il 30 gennaio 2014, il Midtjylland ha comunicato d'aver ingaggiato Dickoh con un contratto in scadenza al termine della stagione. Il 10 marzo successivo ha disputato la prima partita in squadra, schierato titolare nella vittoria per 2-0 sul SønderjyskE. Ha giocato 13 partite in questa parte di stagione ed ha contribuito al 3º posto finale del Midtjylland.
Il 21 maggio 2014 ha rinnovato il contratto che lo legava al club per un'ulteriore stagione, poi culminata con la vittoria del titolo nazionale. È rimasto in forza al Midtjylland anche per il campionato 2015-2016, precisamente fino al mese di gennaio. Tra campionato e coppe, ha totalizzato 29 presenze ed una rete in squadra.

#### SønderjyskE
Il 13 aprile 2016, il SønderjyskE ha reso noto il tesseramento di Dickoh con un contratto valido fino al termine della stagione. Il giocatore si era allenato con il resto della squadra nei giorni precedenti all'ingaggio. Ha esordito con questa maglia il 17 aprile, subentrando a Marc Dal Hende nella vittoria esterna per 1-2 sul campo dell'Aalborg. Il 26 maggio ha segnato la prima rete, nel pareggio per 1-1 contro il Randers. Ha giocato 5 partite in squadra in questa porzione di stagione, attraverso cui ha contribuito al 2º posto finale del SønderjyskE e alla conseguente qualificazione all'Europa League 2016-2017. Il 5 giugno, la società ha comunicato che il contratto del ghanese non sarebbe stato rinnovato.

#### Lillestrøm
Libero da vincoli contrattuali, in data 5 settembre 2016 ha firmato un accordo valido fino al termine della stagione con i norvegesi del Lillestrøm. Dickoh ha scelto di vestire la maglia numero 14. Non ha disputato alcun incontro in squadra in questi mesi, svincolandosi al termine dell'annata. Si è poi ritirato dall'attività agonistica.

### Nazionale
Dickoh ha rappresentato il Ghana in 13 occasioni, tra il 2005 ed il 2009. Ha fatto parte anche della spedizione per la Coppa d'Africa 2006.

## Statistiche

### Presenze e reti nei club
Statistiche aggiornate al 16 dicembre 2016.
| Stagione            | Club                | Campionato          | Campionato | Campionato | Coppe nazionali | Coppe nazionali | Coppe nazionali | Coppe continentali | Coppe continentali | Coppe continentali | Supercoppe | Supercoppe | Supercoppe | Totale | Totale |
| Stagione            | Club                | Comp                | Pres       | Reti       | Comp            | Pres            | Reti            | Comp               | Pres               | Reti               | Comp       | Pres       | Reti       | Pres   | Reti   |
| ------------------- | ------------------- | ------------------- | ---------- | ---------- | --------------- | --------------- | --------------- | ------------------ | ------------------ | ------------------ | ---------- | ---------- | ---------- | ------ | ------ |
| 2000-2001           | B 93                | 1D                  | ?          | ?          | CD              | ?               | ?               | -                  | -                  | -                  | -          | -          | -          | ?      | ?      |
| 2001-2002           | Farum               | 1D                  | 3          | 0          | CD              | ?               | ?               | -                  | -                  | -                  | -          | -          | -          | 3+     | 0+     |
| 2002-2003           | Farum               | SL                  | 7          | 0          | CD              | ?               | ?               | -                  | -                  | -                  | -          | -          | -          | 7+     | 0+     |
| Totale Farum        | Totale Farum        | Totale Farum        | 10         | 0          |                 | ?               | ?               |                    | -                  | -                  |            | -          | -          | 10+    | 0+     |
| 2003-2004           | Nordsjælland        | SL                  | 31         | 2          | CD              | ?               | ?               | CU                 | 2                  | 0                  | -          | -          | -          | 33+    | 2+     |
| 2004-2005           | Nordsjælland        | SL                  | 30         | 1          | CD              | ?               | ?               | -                  | -                  | -                  | -          | -          | -          | 30+    | 1+     |
| 2005-2006           | Nordsjælland        | SL                  | 30         | 2          | CD              | ?               | ?               | -                  | -                  | -                  | -          | -          | -          | 30+    | 2+     |
| lug.-ago. 2006      | Nordsjælland        | SL                  | 6          | 1          | CD              | ?               | ?               | -                  | -                  | -                  | -          | -          | -          | 6+     | 1+     |
| Totale Nordsjælland | Totale Nordsjælland | Totale Nordsjælland | 97         | 6          |                 | ?               | ?               |                    | 2                  | 0                  |            | -          | -          | 99+    | 6+     |
| ago. 2006-2007      | Utrecht             | ED                  | 29+1       | 1+0        | CO              | ?               | ?               | -                  | -                  | -                  | -          | -          | -          | 5      | 0      |
| 2007-2008           | Utrecht             | ED                  | 32         | 2          | CO              | 1               | 0               | Int                | 2                  | 0                  | -          | -          | -          | 35     | 2      |
| 2008-2009           | Utrecht             | ED                  | 19         | 1          | CO              | 1               | 0               | -                  | -                  | -                  | -          | -          | -          | 20     | 1      |
| 2009-2010           | Utrecht             | ED                  | 13         | 1          | CO              | 0               | 0               | -                  | -                  | -                  | -          | -          | -          | 13     | 1      |
| Totale Utrecht      | Totale Utrecht      | Totale Utrecht      | 93+1       | 5+0        |                 | 2+              | 0+              |                    | 2                  | 0                  |            | -          | -          | 98+    | 5+     |
| ago. 2010-2011      | Hibernian           | PL                  | 28         | 2          | CS+CdL          | 2+1             | 0               | -                  | -                  | -                  | -          | -          | -          | 31     | 2      |
| 2011-2012           | Arīs Salonicco      | SL                  | 15         | 1          | CG              | 2               | 0               | -                  | -                  | -                  | -          | -          | -          | 17     | 1      |
| gen.-giu. 2013      | Cercle Bruges       | D1                  | 7+1        | 0          | CB              | 3               | 0               | -                  | -                  | -                  | -          | -          | -          | 11     | 0      |
| gen.-giu. 2014      | Midtjylland         | SL                  | 13         | 0          | CD              | -               | -               | -                  | -                  | -                  | -          | -          | -          | 5      | 0      |
| 2014-2015           | Midtjylland         | SL                  | 10         | 0          | CD              | 2               | 0               | UEL                | 1                  | 0                  | -          | -          | -          | 13     | 0      |
| 2015-gen. 2016      | Midtjylland         | SL                  | 1          | 0          | CD              | 2               | 1               | UCL+UEL            | 0                  | 0                  | -          | -          | -          | 3      | 1      |
| Totale Midtjylland  | Totale Midtjylland  | Totale Midtjylland  | 24         | 0          |                 | 4               | 1               |                    | 1                  | 0                  |            | -          | -          | 29     | 1      |
| apr.-giu. 2016      | SønderjyskE         | SL                  | 5          | 1          | CD              | -               | -               | -                  | -                  | -                  | -          | -          | -          | 5      | 1      |
| set.-dic. 2016      | Lillestrøm          | ES                  | 0          | 0          | CN              | -               | -               | -                  | -                  | -                  | -          | -          | -          | 0      | 0      |
| Totale              | Totale              | Totale              | 279+2      | 15+0       |                 | 14+             | 1+              |                    | 5                  | 0                  |            | -          | -          | 300+   | 16+    |

## Palmarès

### Competizioni nazionali
- Campionato danese: 1

Midtjylland: 2014-2015